# Inga Ibsdotter Lilleaas

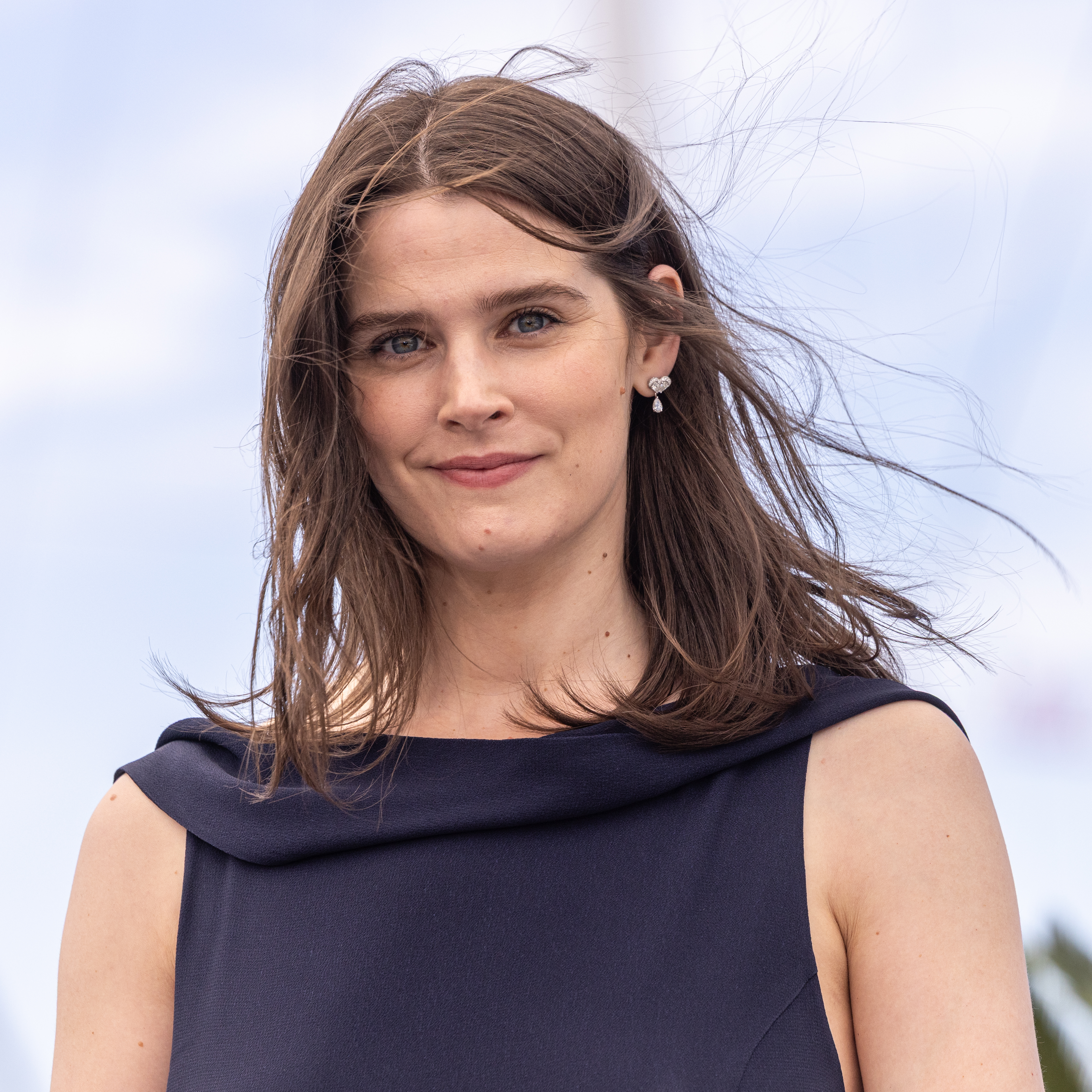
Inga Ibsdotter Lilleaas (2025)

Inga Josefine Ibsdotter Lilleaas (* 9. April 1989 in Gol) ist eine norwegische Schauspielerin.

## Leben und Karriere
Inga Ibsdotter Lilleaas wurde am 9. April 1989 in Gol geboren. Sie studierte an der Nord Universität. Danach setzte sie ihr Studium am Lee Strasberg Theatre and Film Institute fort. Ihr Debüt gab sie 2014 in dem Kurzfilm Vi som ser i mørket. Danach spielte sie 2015 in dem Film Kvinner i for store herreskjorter die Hauptrolle. Für diese Rolle wurde sie für den Amanda-Preis in der Kategorie „Beste weibliche Hauptrolle“ nominiert. Von 2015 bis 2018 war sie in der Serie Jung & vielversprechend zu sehen. Unter anderem trat sie 2020 in dem Film Betrayed auf. 2021 spielte Lilleaas in der Serie Julestjerna mit.

## Filmografie (Auswahl)
Filme
- 2014: Vi som ser i mørket
- 2015: Kvinner i for store herreskjorter
- 2016: The Last King – Der Erbe des Königs (Birkebeinerne)
- 2017: Going West
- 2020: Betrayed
- 2023: A Beautiful Life
- 2025: Sentimental Value

Serien
- 2015–2018: Jung & vielversprechend
- 2016: Sjit Happens
- 2021: Julestjerna